# Idaea demissaria
Idaea demissaria är en fjärilsart som beskrevs av Jacob Hübner 1825. Idaea demissaria ingår i släktet Idaea och familjen mätare. Inga underarter finns listade i Catalogue of Life.